# Великое Село (Залучское сельское поселение)
Вели́кое Село́ — деревня в Старорусском районе Новгородской области. Входит в состав Залучского сельского поселения.

## География
Деревня находится в южной части Новгородской области, на левом берегу реки Шубинская Робья, на расстоянии примерно 38 км (по прямой) на юго-восток от районного центра города Старая Русса.

## История
На карте 1840 года деревня уже была обозначена. В 1908 году было учтено 46 дворов.

## Население
| 2010 |
| ---- |
| 15   |

Постоянное население составляло 208 человек в 1908 году, 33 человека (русские 97 %) в 2002 году, 15 человек в 2010 году.